# Jean-François Caron (écrivain)
Pour les articles homonymes, voir Jean-François Caron et Caron.
Œuvres principales
Nos échoueries
"Rose Brouillard, le film" 
"De bois debout" 
"Beau Diable"
Jean-François Caron, né le 19 février 1978 à La Pocatière, dans le Bas-Saint-Laurent, est un romancier et poète québécois.

## Biographie
Après une formation en enseignement du français, il a fait une maîtrise en études et création littéraires à l’Université du Québec à Chicoutimi (UQAC). Pendant ses études supérieures, il a travaillé comme rédacteur en chef du journal culturel Voir Saguenay/Alma et contribué à différentes revues culturelles (Lettres québécoises, Vie des arts, Le Sabord). Il a aussi rédigé plusieurs essais traitant de la démarche d'artistes contemporains québécois.
Depuis 2011, il réside à Sainte-Béatrix dans Lanaudière, où il a accumulé les expériences de travail - pigiste, enseignant, camionneur, puis coordonnateur de la bibliothèque de son village. Son œuvre, ancrée dans le territoire et teintée de la poésie de l'oralité, se construit autour des thèmes de l'identité et de la filiation.

## Œuvres

### Romans
- Nos échoueries, Saguenay, La Peuplade, 2010  (ISBN 978-2-923530-15-4)
- Rose Brouillard, le film, Saguenay, La Peuplade, 2012  (ISBN 978-2-923530-42-0)
- De bois debout, Saguenay, La Peuplade, 2017  (ISBN 978-2-924519-43-1)
- Beau Diable, Montréal, Leméac, 2022  (ISBN 978-2-7609-4900-3)

### Poésie
- Des champs de mandragores (poésie), Saguenay, La Peuplade, 2006  (ISBN 978-2-923530-03-1)
- Vers-hurlements et barreaux de lit (poésie), Trois-Pistoles, Éditions Trois-Pistoles, 2010  (ISBN 978-2-895832-25-6)

## Honneurs
- 2010 : Prix Jovette-Bernier—Ville de Rimouski, Nos échoueries[2]
- 2011 : Prix littéraires du Salon du livre du Saguenay-Lac-Saint-Jean, poésie, Vers-hurlements et barreaux de lit[3]
- 2018 : Finaliste pour le Prix littéraire des collégiens, De bois debout[4]
- 2018 : Finaliste pour le Prix des libraires du Québec, De bois debout[5]
- 2018 : Finaliste pour le Prix littéraire France-Québec, De bois debout[6]